# 颱風海鷗 (2019年)
颱風海鷗（英語：Typhoon Kalmaegi，國際編號：1926，聯合颱風警報中心：WP272019，菲律賓大氣地球物理和天文管理局：Ramon）是2019年太平洋颱風季第26個被命名的風暴。「海鷗」一名由北韓提供，即海鷗。 

## 發展過程
11月10日下午1時，一個熱帶擾動在菲律賓東方海域生成，美國海軍研究實驗室給予擾動編號91W。
11月12日上午2時，日本氣象廳將其升格為熱帶低氣壓，並直接對其發布烈風警報。同時，台灣中央氣象局將其升格為熱帶性低氣壓，給予編號32，並對其發布路徑預測。上午5時半，聯合颱風警報中心將其評級提升為「高」，並對其發布熱帶氣旋形成警報。
11月13日上午5時，聯合颱風警報中心將其升格為熱帶性低氣壓，給予熱帶氣旋編號27W。上午8時，日本氣象廳將其升格為熱帶風暴，給予國際編號1926，並命名「海鷗」。同時，台灣中央氣象局將其升格為輕度颱風。香港天文台在同日上午9時45分才將其升格為熱帶低氣壓。
由於垂直風切變較強，及其環流重組，海鷗沒有太大發展。而由於西風帶和東北季候風的共同影響，15日至16日海鷗持續緩慢移動。
11月15日下午8時，海鷗進入澳門氣象局監測範圍,澳門氣象局將其評定為熱帶低氣壓。
11月16日，海鷗的結構明顯改善，原本散亂且毫無組織的環流結構逐漸有了一個明顯的中心。上午5時，聯合颱風警報中心將其升格為熱帶風暴。
11月17日上午3時30分，香港天文台將其升格為熱帶風暴。同日上午9時30分，澳門氣象局將其升格為熱帶風暴。
11月18日上午8時，中國國家氣象中心將其升格為強熱帶風暴。下午2時，日本氣象廳將其升格為強烈熱帶風暴，不久後，聯合颱風警報中心將其升格為颱風。而澳門氣象局和香港天文台以及菲律賓大氣地球物理和天文服務管理局亦分別在下午3時30分和4時正和5時正將其升格為強烈熱帶風暴。晚間11時，中國國家氣象中心將其升格為颱風。
11月19日下午2時，台灣中央氣象局將其升格為中度颱風。下午8時，日本氣象廳將其升為颱風。
11月20日凌晨12時20分，菲律賓大氣地球物理和天文服務管理局宣佈海鷗在該國的卡加延省聖安娜登陸。凌晨2時，日本氣象廳直接將其降格為熱帶風暴。上午8時日本氣象廳將其降格為熱帶低氣壓。同日下午五時，香港天文台將其降格為低壓區。
11月21日上午5時，聯合颱風警報中心對其發布最後警告。
11月22日上午2時，日本氣象廳認為其已消散。

### 事後調整
日本氣象廳在2020年1月14日發布的最佳路徑中，把海鷗的巔峰強度提升為70節（每小時130公里），氣壓下調至975百帕。而中國國家氣象中心在2020年4月20日下午發出的最佳路徑中，把巔峰風速下調至每秒35公尺（每小時130公里），氣壓上調至970百帕。聯合颱風警報中心在2020年9月16日發布的最佳路徑中，把海鷗的巔峰風速調整為90節（每小時165公里）。

## 影響

### 菲律賓
當地發出之最高颱風警報：三號風暴信號
11月12日下午5時，菲律賓大氣地球物理和天文服務管理局對東薩馬省、北薩馬省發出一號風暴信號。
11月13日下午5時，菲律賓大氣地球物理和天文服務管理局對位於呂宋島的卡坦端內斯省發出二號風暴信號。
隨著強度稍為減弱，菲律賓大氣地球物理和天文服務管理局在11月14日晚上11時解除二號風暴信號，並對卡坦端內斯省改發一號風暴信號。
隨著強度重新增強，菲律賓大氣地球物理和天文服務管理局在11月17日下午11時重新對呂宋島的卡加煙省及伊莎貝拉省發出二號風暴信號。
隨著該系統增強至中颱強度，菲律賓大氣地球物理和天文服務管理局在11月18日下午11時對卡加煙省發出三號風暴信號。
20日凌晨2時，菲律賓大氣地球物理和天文服務管理局宣布該系統登陸於卡加煙省的聖安娜市。登陸後，由於該系統的強度快速回落，菲律賓大氣地球物理和天文服務管理局於3小時後解除三號風暴信號，並於上午11時解除二號風暴信號。隨著該系統減弱為低壓區，菲律賓大氣地球物理和天文服務管理局於20日下午5時解除所有風暴信號。

### 中國大陸
當地發佈之最高熱帶氣旋警告信號： 颱風藍色預警信號
在11月18日下午6時發布颱風藍色預警信號。

## 熱帶氣旋警告使用記錄

### 菲律賓
| 菲律賓大氣地球物理和天文服務管理局 風暴信號 | 菲律賓大氣地球物理和天文服務管理局 風暴信號 | 菲律賓大氣地球物理和天文服務管理局 風暴信號 |
| ------------------------------------------- | ------------------------------------------- | ------------------------------------------- |
| 上一熱帶氣旋                                | 一號風暴信號                                | 下一熱帶氣旋                                |
| 颱風米娜                                    | 一號風暴信號                                | 強烈熱帶風暴鳳凰                            |
| 熱帶風暴楊柳                                | 二號風暴信號                                | 颱風北冕                                    |
| 颱風玉兔                                    | 三號風暴信號                                | 颱風北冕                                    |

### 中國大陸
| 国家气象中心 颱風預警信號 | 国家气象中心 颱風預警信號 | 国家气象中心 颱風預警信號 |
| ------------------------- | ------------------------- | ------------------------- |
| 上一熱帶氣旋              | 颱風藍色預警信號          | 下一熱帶氣旋              |
| 颱風娜基莉                | 颱風藍色預警信號          | 強颱風北冕                |

## 外部連結
| 太平洋颱風季             |
| 主題頁 - 專題 - 編輯指南 |

- （日語）日本氣象廳首頁 （页面存档备份，存于）
- （英文）聯合颱風警報中心首頁 （页面存档备份，存于）
- （简体中文）中央氣象台首頁 （页面存档备份，存于）
- （繁體中文）中央氣象局首頁 （页面存档备份，存于）
- （繁體中文）香港天文台首頁 （页面存档备份，存于）
- （繁體中文）澳門地球物理暨氣象局首頁 （页面存档备份，存于）
- （英文）菲律賓大氣地球物理和天文管理局 惡劣天氣公告
- （泰文）泰國氣象局首頁 （页面存档备份，存于）